# Особливий податок на операції з відчуження цінних паперів та операцій з деривативами
Особливий податок на операції з відчуження цінних паперів та операцій з деривативами — акциз, що стягується при продажу окремих видів цінних паперів згідно з Податковим кодексом України.

## Платники податку
Платниками особливого податку на операції з відчуження цінних паперів та операцій з деривативами є фізична або юридична особа — резидент або нерезидент (в тому числі їх відокремлені підрозділи), які проводять операції з деривативами або з продажу, обміну або інших способів відчуження цінних паперів.
Не є платниками особливого податку на операції з відчуження цінних паперів та операцій з деривативами центральні органи виконавчої влади та їх територіальні органи, державні установи та організації не суб'єкти підприємницької діяльності.
Не є платниками особливого податку на операції з відчуження цінних паперів та операцій з деривативами фізичні або юридичні особи — резиденти або нерезиденти (в тому числі їх відокремлені підрозділи), які проводять операції з відчуження акцій ощадних (депозитних) сертифікатів, акцій приватних акціонерних товариств, корпоративних прав в іншій, ніж цінні папери, формі, цінних паперів, корпоративних прав в іншій, ніж цінні папери, формі, емітованих нерезидентами.

## Операції, що не підлягають оподаткуванню
Не підлягають оподаткуванню операції з:
- державними та муніципальними цінними паперами,
- цінними паперами, гарантованими державою,
- цінними паперами, емітованими Національним банком України, центральним органом виконавчої влади, що реалізує державну фінансову політику, Державною іпотечною установою,
- звичайними іпотечними облігаціями, емітованими фінансовою установою, більше ніж 50 відсотків корпоративних прав якої належать державі або державним банкам,
- інвестиційними сертифікатами,
- сертифікатами фондів операцій з нерухомістю,
- цільовими облігаціями підприємств, виконання зобов'язань за якими здійснюється шляхом передачі об'єкта (частини об'єкта) житлового будівництва,
- фінансовими банківськими векселями, виданими як електронний документ,
- фінансовими казначейськими векселями.